# Raider Klan
Raider Klan (ponekad stilizirano RVIDXR KLVN) bio je američki hip-hop kolektiv iz Miamija, Floride koju su 2008. godine osnovali SpaceGhostPurrp, Denzel Curry, Key Nyata, Yung Simmie, Amber London, Ruben Slikk A.K., Stunnaman, Mike Dece, Eddy Baker, Sky Lexington i Metro Zu.

## Članovi
Trenutni članovi
- SpaceGhostPurrp (2008. - danas)
- Key Nyata (2008. - danas)
- Yung Simmie (2008. - danas)
- Amber London (2008. - danas)
- Ruben Slikk A.K. (2008. - danas)
- Denzel Curry (2008. - danas)
- Stunnaman (2008. - danas)
- Mike Dece (2008. - danas)
- Eddy Baker (2008. - danas)
- Sky Lexington (2008. - danas)
- Metro Zu (2008. - danas)